# Tell Taban
Tell Taban (Middelassyrisch: Ṭābetu; Oudbabylonisch Tābatum) is een archeologische vindplaats aan de midden-Khabur, zo'n 19 km ten zuiden van Hasakah in Syrië.
De plaats ligt in een deel van de rivieroever die sinds 1991 bedreigd werd door het wassende water van een stuwmeer door de bouw van de Al-Basel-dam. De tell is nu een eilandje in het meer. Het ligt ook in een oorlogszone sinds het uitbreken van de Syrische burgeroorlog. In oktober 2019 vielen Turkse troepen gesteund door de pro-Turkse Syrian National Army (SNA) het gebied binnen en zij bouwden drie dammen in het gebied waardoor de Khabur meer dan de helft van zijn water verloor. Daardoor en door droogte in verband met klimaatverandering zijn een aantal vindplekken met Assyrische graven weer op het droge komen liggen.

## Opgravingen
De bewoningsheuvel is in de jaren 1997-1999 opgegraven door een Japanse ploeg onderzoekers van de Universiteit Kokushikan in Tokio onder leiding van K. Ohnuma, en dit is vanaf 2005 onder leiding van H. Numoto voortgezet. 

## Kleitabletten
Er zijn veel tabletten met spijkerschrift aangetroffen. Zij kunnen grofweg in drie groepen ingedeeld worden:
- Oudbabylonische tabletten: brieven, administratieve en juridische teksten en schoolteksten
- Middelassyrische teksten vanaf Salmanasser I tot Assur-dan I (tweede helft 13e tot eerste helft 12e eeuw v.Chr.); administratieve en juridische teksten en brieven. Zij laten de grote Assyrische invloed zien waar de streek zich onder bevond. Het was de facto deel van Hanigalbat.
- Lokale teksten op cilinders en kleinagels die de invloed van het lokale vorstenhuis weerspiegelen

## Koningshuis
Hoewel in de Middelassyrische tijd de streek onder Assyrische invloed stond, was het nog wel een autonoom vorstendom, een soort protectoraat met zijn eigen koningen. Zij noemden zich "koningen van het land van Mari", hoewel er geruime afstand is tussen hun stad en de oude stad Mari. Wel had de streek eertijds tot het rijk van Mari behoord en - na de val ervan - tot het land van Hana. Ook onder de Assyriërs werd het niet ingelijfd. Er was geen bēl pāḫiti (Assyrische gouverneur). Er blijkt ook een culturele autonomie, bijvoorbeeld in het gebruik van een andere kalender met andere namen voor de maanden van het jaar, mogelijk vooral voor cultisch gebruik.
Er zijn een aantal namen van koningen van het Land van Mari bekend. Er is een inscriptie die zegt:
Aan Adad, bewoner van [het land van] Ma'anu, heer van Ṭābetu. Koning Adad-bēl-gabbe, zoon van Zumiya, koning van het land van Mar[i], zoon van Akit-Teššup, ko[ning] van het land van Mari, voor het welzijn van zijn land; toen [...] de hof [van de tem]pel van Adad in verval geraakt was, heb ik [deze] herstel[d]. Aan Adad bewoner van Ma'anu, [mijn] h[eer wijd ik dit]
Dit levert drie koningsnamen op waarvan de eerste twee, Akit-Teššup en Zumiya, Hurritisch zijn maar de laatste Adad-bēl-gabbe Assyrisch. Dit weerspiegelt mogelijk dat het koninkrijkje in de Assyrische invloedssfeer geraakt was na de val van Mitanni. Er zijn waarschijnlijk later nog twee koningen met de naam Adad-bēl-gabbe geweest. Een was de zoon van Aššur-ketta-lēšir I, de ander de zoon van Adad-bēl-apli. Van Aššur-ketta-lēšir I is wat meer bekend. Hij heeft zo'n 39-40 jaar geregeerd en was een tijdgenoot van Salmanasser I en Tukulti-Ninurta I.